# Blasimon
Blasimon (okzitanisch Blasimont) ist eine französische Gemeinde mit 955 Einwohnern (Stand: 1. Januar 2022) im Département Gironde in der Region Nouvelle-Aquitaine. Sie gehört zum Arrondissement Langon und zum Kanton Le Réolais et Les Bastides. Die Einwohner werden Blasimonais genannt.

## Geographie
Blasimon liegt etwa 45 Kilometer ostsüdöstlich von Bordeaux. Umgeben wird Blasimon von den Nachbargemeinden Saint-Vincent-de-Pertignas und Mérignas im Norden, Ruch im Nordosten, Mauriac im Osten, Cleyrac im Südosten, Sauveterre-de-Guyenne im Süden, Frontenac im Südwesten, Lugasson im Westen sowie Jugazan und Rauzan im Nordwesten.

## Geschichte
Die Bastide, aus der Blasimon hervorging, wurde 1320 gegründet.

### Bevölkerungsentwicklung
| 1962                       | 1968 | 1975 | 1982 | 1990 | 1999 | 2006 | 2017 |
| -------------------------- | ---- | ---- | ---- | ---- | ---- | ---- | ---- |
| 867                        | 836  | 782  | 666  | 701  | 711  | 843  | 906  |
| Quellen: cassini und INSEE |      |      |      |      |      |      |      |

## Sehenswürdigkeiten
Siehe auch: Liste der Monuments historiques in Blasimon
- Dolmen von Mouleyre
- Kloster Saint-Maurice aus dem 12./13. Jahrhundert, seit 1925 Monument historique
- Kirche Saint-Nicolas, seit 1875 Monument historique
- Kirche Saint-Martin in Piis
- Mühle von La Barthe aus dem 14. Jahrhundert
- Schloss Blasimon

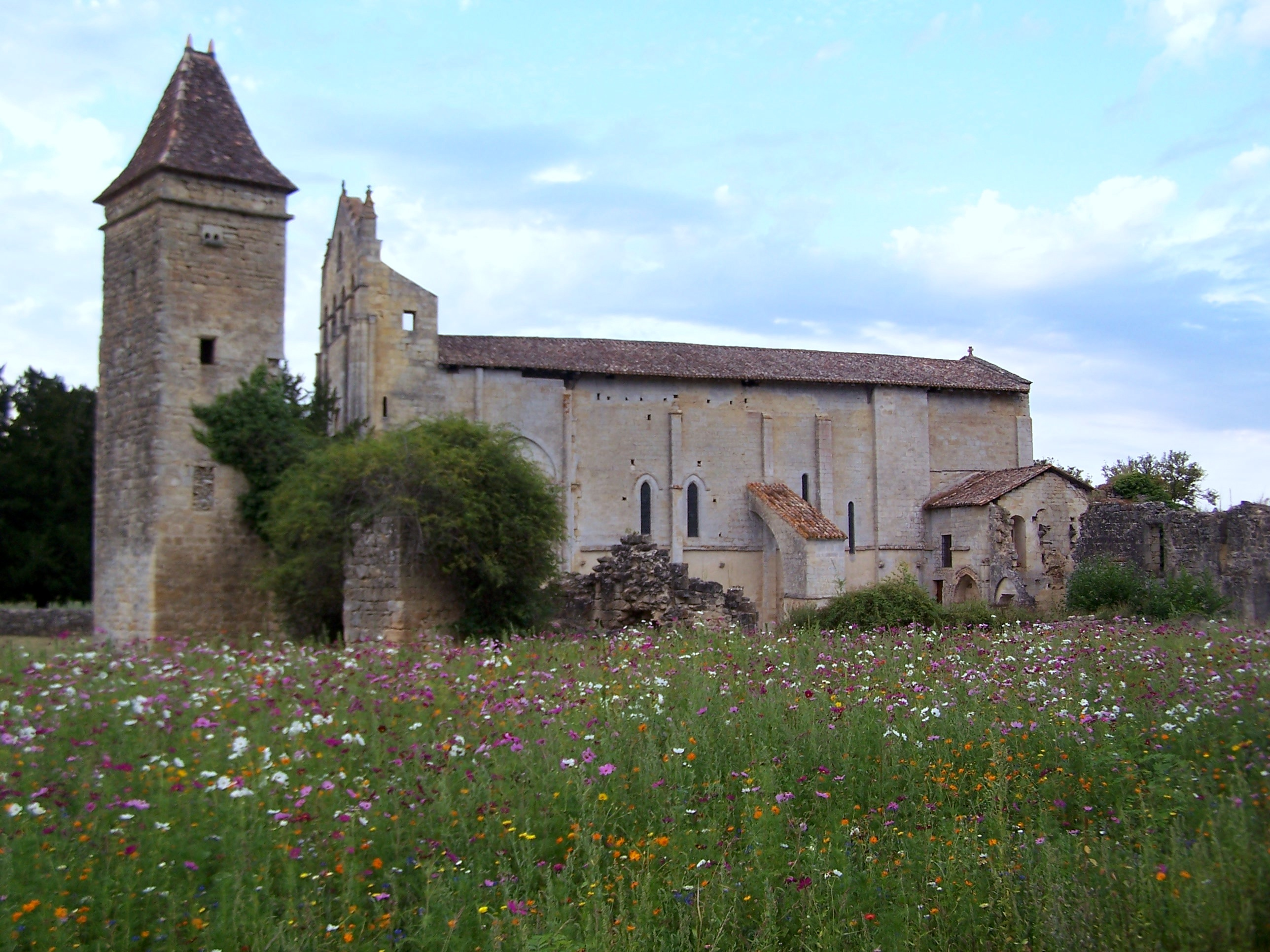
Kirche Saint-Nicolas
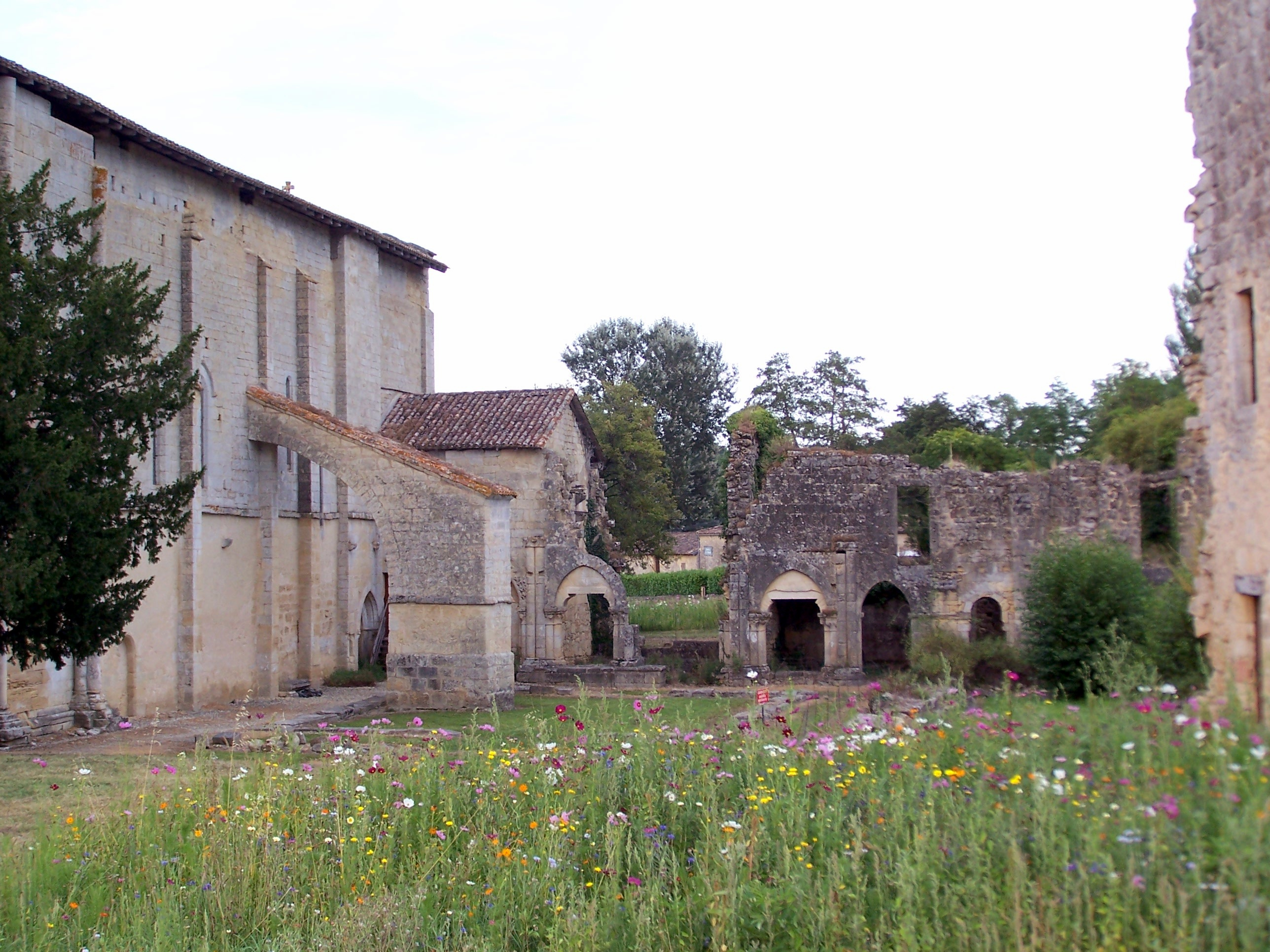
Kloster Saint-Maurice
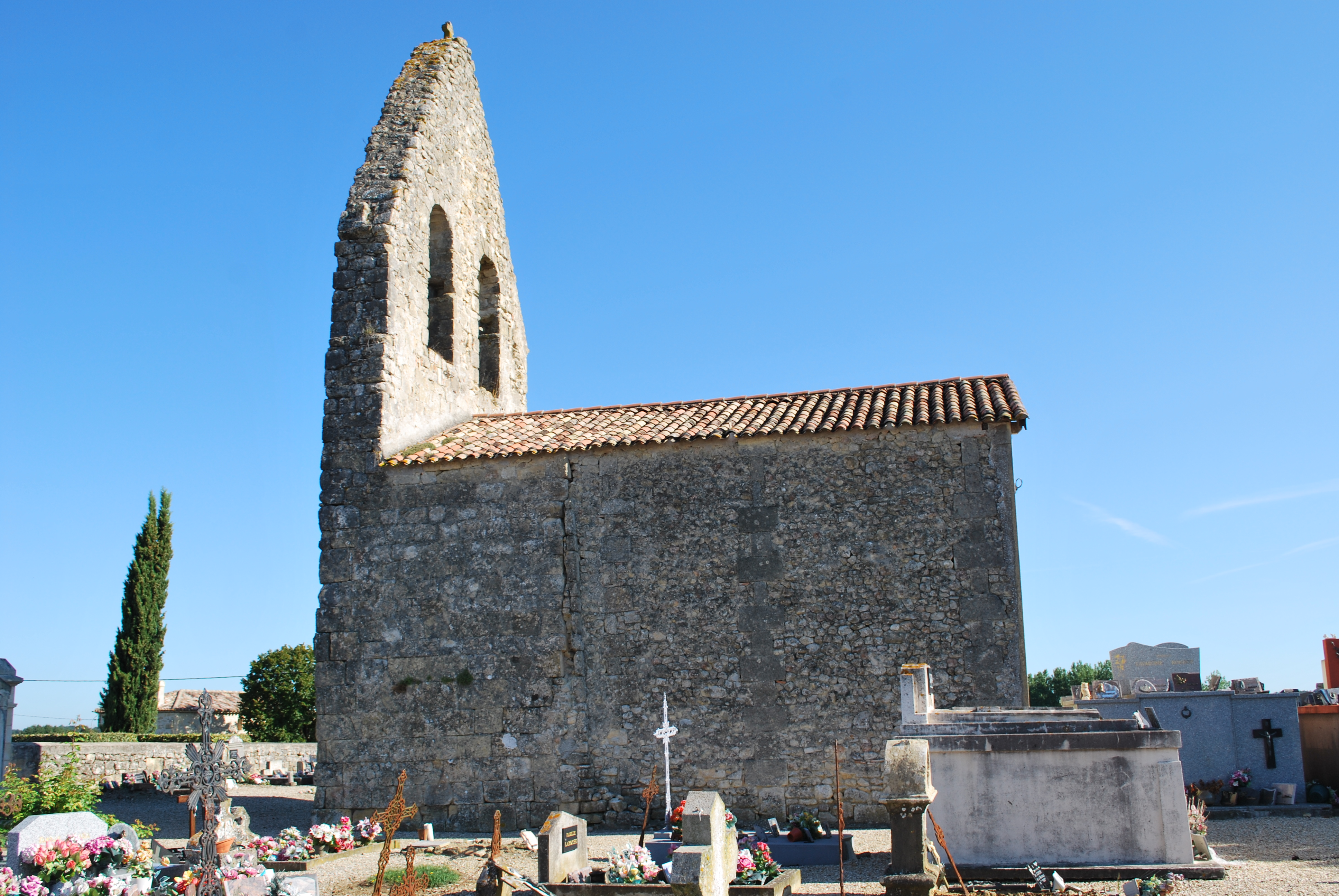
Kirche Saint-Martin
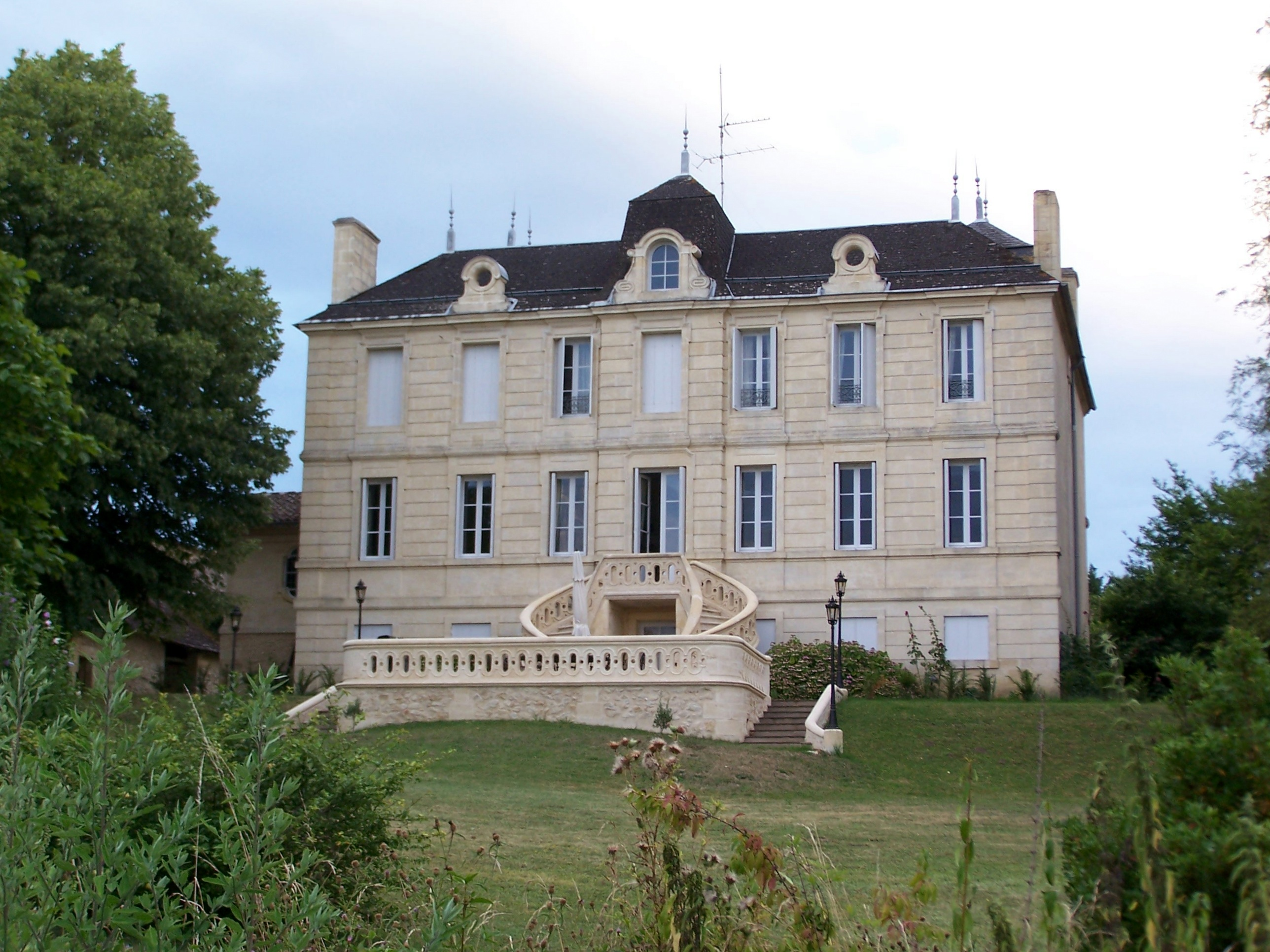
Schloss Blasimon
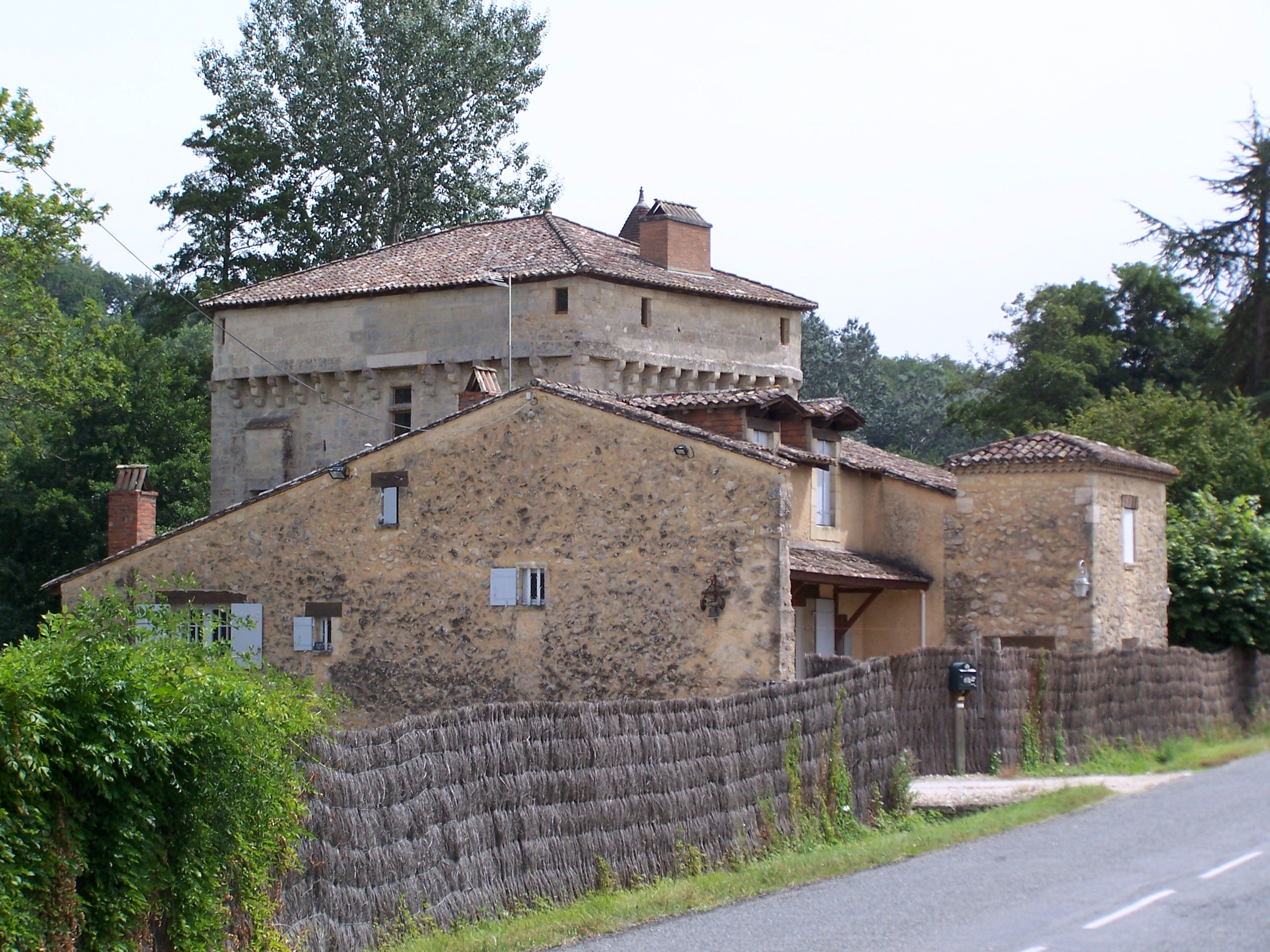
Mühle von La Barthe